# Niklas Hult
Bo Niklas Hult, född 13 februari 1990, är en svensk fotbollsspelare (yttermittfältare) som spelar för IF Elfsborg.

## Karriär
Hult värvades till IF Elfsborg som ytterback från IFK Värnamo inför säsongen 2009. Han gjorde sin allsvenska debut 1 maj 2009 mot IF Brommapojkarna på Grimsta IP i Stockholm. Han värvades av den franska Ligue 1 klubben OGC Nice till säsongen 2014/2015 för 7 miljoner kronor.
I juni 2016 värvades Hult av grekiska Panathinaikos. I januari 2018 värvades Hult av ligakonkurrenten AEK Aten. Den 28 augusti 2020 värvades Hult av tyska Hannover 96, där han skrev på ett tvåårskontrakt.
Den 15 juli 2022 blev Hult klar för en återkomst i IF Elfsborg, där han skrev på ett 3,5-årskontrakt.